# Josef Just
Josef Just (* 19. března 1973) je bývalý český fotbalista, záložník.

## Fotbalová kariéra
V české lize hrál za FK Teplice a FK Jablonec. Nastoupil v 50 ligových utkáních a dal 1 gól. Za reprezentaci do 21 let nastoupil v 1 utkání. V Poháru vítězů pohárů nastoupil v 1 utkání. V nižších soutěžích hrál i za FK Mladá Boleslav.

## Ligová bilance
| Ročník                               | Zápasy | Góly | Klub              |
| ------------------------------------ | ------ | ---- | ----------------- |
| Českomoravská fotbalová liga 1992/93 | -      | 0    | FK Jablonec       |
| 2. česká fotbalová liga 1993/94      | -      | 2    | FK Jablonec       |
| 2. česká fotbalová liga 1994/95      | -      | 1    | FK Teplice        |
| 2. česká fotbalová liga 1995/96      | 27     | 3    | FK Teplice        |
| 1. česká fotbalová liga 1996/97      | 25     | 1    | FK Teplice        |
| Gambrinus liga 1997/98               | 12     | 0    | FK Jablonec       |
| Gambrinus liga 1998/99               | 13     | 0    | FK Jablonec       |
| 2. česká fotbalová liga 1999/00      | 25     | 1    | FK Mladá Boleslav |
| 2. česká fotbalová liga 2000/01      | 26     | 1    | FK Mladá Boleslav |
| CELKEM 1. česká liga                 | 50     | 1    |                   |